# Koppargrimmia
Koppargrimmia (Grimmia atrata) är en bladmossart som beskrevs av Mielichhofer och Hornschuch 1819. Koppargrimmia ingår i släktet grimmior, och familjen Grimmiaceae. Enligt den svenska rödlistan är arten sårbar i Sverige. Arten förekommer i Nedre Norrland och Övre Norrland. Artens livsmiljö är fjäll. Inga underarter finns listade i Catalogue of Life.